# Deltamys kempi
Deltamys kempi је врста глодара из породице хрчкова (лат. Cricetidae).

## Распрострањење
Ареал врсте је ограничен на мањи број држава. Врста има станиште у Бразилу, Аргентини и Уругвају.

## Станиште
Станишта врсте су шуме, поља риже, травна вегетација, мочварна и плавна подручја и слатководна подручја.

## Начин живота
Исхрана врсте Deltamys kempi укључује инсекте.

## Угроженост
Ова врста је наведена као последња брига, јер има широко распрострањење и честа је врста.